# Abraham Schinken

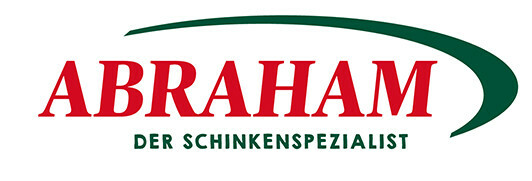
Logo der Marke Abraham

Abraham ist eine Marke für Rohschinken-Spezialitäten. Die Produkte werden in 20 europäischen Ländern sowie den USA vertrieben. Seit September 2012 gehört die Marke Abraham der Bell Deutschland GmbH & Co. KG in Seevetal, einer Tochtergesellschaft der Schweizer Bell Food Group.

## Geschichte
1971 gründeten Rolf und Jürgen Abraham in Moisburg bei Buxtehude eine Schinkenräucherei, die im ersten Jahr 20.000 Schinken und Jahresumsatz von 1,5 Millionen Euro produzierte. Das Unternehmen übernahm die Harkebrügger Schinkenräucherei Helmut Schumacher und gründete 1988 die US-amerikanische Vertriebsgesellschaft Abraham of North-America Incorporated.

1994 zerstörte ein Großbrand die Produktionsanlagen wie auch die Verwaltung und verursachte einen Gesamtschaden von 24,5 Millionen Euro, das Werk im Seevetaler Ortsteil Meckelfeld wurde jedoch unmittelbar danach wieder aufgebaut. 

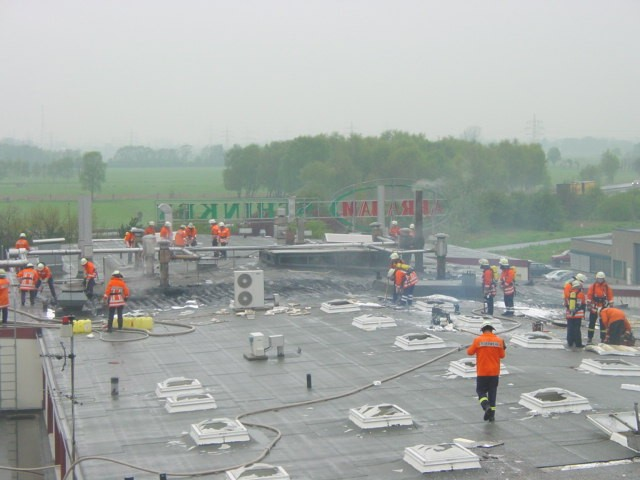
Großbrand in der Schinkenfabrik Abraham in Meckelfeld am 3. Mai 2002

 Am 3. Mai 2002 kam es in den frühen Morgenstunden zu einem erneuten Großbrand, wobei allerdings die Produktion nicht betroffen war. Im Bereich der Schinkenräucherei war ein Feuer ausgebrochen, das sich bis in den Dachbereich des Verwaltungsgebäudes ausbreitete. Auf Grund der Erfahrungen vom Großbrand im Jahr 1994 wurde erneut ein Großaufgebot an Feuerwehrkräften eingesetzt.
Im Jahr 1997 wurde nach Übernahme der Brucker-Schinken GmbH & Co. KG in Schiltach die Schwarzwälder Schinken GmbH gegründet. 1998 folgte die Übernahme der Ammerländer Schinkenräuchereien Sandstede in Edewecht und Diers in Rastede. Im Ausland wurden weitere Unternehmen übernommen: 2002 die belgische Schinkenräucherei Larden Salaisons S.A. in Recogne-Libramont-Chevigny, 2005 die spanische Firma Sanchez Alcaraz S.L. in der Nähe von Toledo.
Im November 2008 wurden 75 Prozent an den Schweizer Fleischproduzenten Bell verkauft, der mehrheitlich in Besitz der Coop-Genossenschaft (Schweiz) ist.

## Sortiment
Zu den Produkten gehören Katenschinken, Schwarzwälder Schinken, Ammerländer Schinken, Oldenburger Landschinken, Bauernschinken, Bio-Schinken, Leicht-Schinken, Bündnerfleisch und Prosciutto, welche den Produktionsstätten in Seevetal, Edewecht und Schiltach (Schwarzwald) entstammen. In Casarrubios del Monte (Spanien) und Libramont-Chevigny (Belgien) werden die Spezialitäten Serrano-Schinken sowie Ardenner Kernschinken hergestellt.